# The Honourable Laura
The Honourable Laura is een kort verhaal van de Engelse schrijver Thomas Hardy. Het werd voor het eerst in serievorm gepubliceerd in het Amerikaanse blad Harper's Weekly onder de titel "Benighted Travellers" in de edities van 10 en 17 december 1881. Het telde in die uitgave vijf genummerde hoofdstukken.
In het Verenigd Koninkrijk verscheen het in dezelfde indeling en onder dezelfde titel in het kerstsupplement van het weekblad The Bolton Weekly Journal op 17 december 1881.
Vervolgens werd het verhaal opgenomen in de bundel A Group of Noble Dames die in 1891 werd uitgebracht in Groot-Brittannië en de Verenigde Staten. Het is in deze opzet het laatste van de tien verhalen in de als raamvertelling gepresenteerde bundel en kreeg hier de uiteindelijke titel "The Honourable Laura". De indeling in genummerde hoofdstukken is hierbij achterwege gelaten.

## Het verhaal
Op een koude kerstavond arriveert een jong stel in een vrijwel verlaten hotel aan de noordkust van Lower Wessex. Het zijn de 28-jarige operazanger die zich siert met de naam Smithozzi en de veel jongere Laura. Spoedig daarna verschijnen twee andere gehaaste gasten: Laura's vader Lord Quantock en diens neef James Northbrook, die op zoek zijn naar de twee eerstgenoemden. Het blijkt dat Laura is weggelopen met de zanger en haar vader wil haar terughalen, wat zij weigert. Dan neemt de neef de zaak over en vertelt dat hij enkele maanden eerder in het geheim met Laura is getrouwd. De vader verdwijnt kwaad van het toneel, Laura vlucht naar een andere kamer en het komt tot een handgemeen tussen de twee mannen. James stelt dan een duel voor en de mannen verlaten het hotel op weg naar de plaats van handeling op een lager gelegen plaats langs de rotskust. Onderweg daarheen geeft de zanger aan James een onverhoedse duw in de rug, waardoor deze in de diepte tuimelt en met een doffe klap onder aan de rotsen belandt. Smithozzi keert terug naar het hotel en gaat er met Laura vandoor. Op weg naar hun volgende bestemming verdwalen zij echter en Laura ziet ongemerkt kans om weg te komen. Zij keert terug naar het hotel, waar juist een bewegingsloos lichaam naar binnen wordt gedragen. James blijkt nog in leven. In de daaropvolgende weken wijkt zij niet van zijn zijde en verzorgt hem liefdevol terwijl hij langzaam maar zeker herstelt. Hij reageert terughoudend en nors op haar toenaderingspogingen en besluit uiteindelijk haar te verlaten, Laura in verdriet achterlatend. Twaalf jaar lang heeft hij nodig om haar te vergeven, waarna hij uiteindelijk bij haar terugkeert en zij hem met open armen ontvangt. Zij leefden nog lang en gelukkig.